# В ефірі (фільм, 2022)
«В ефірі» (англ. On the Line) — трилер 2022 року, режисера та сценариста Ромуальда Буланжера, з Мелом Гібсоном у головній ролі. 

## Сюжет
Ведучий радіошоу з Лос-Анджелеса Елвіс Куні залишає вдома дружину та доньку, та їде на роботу на нічний ефір. У студії його знайомлять з новим стажером Діланом, над яким він жартує перед ефіром. Елвіс веде своє радіошоу разом із оператором Мері. Пробувши деякий час в ефірі, Елвіс отримує дзвінок від чоловіка на ім’я Гарі, який стверджує, що перебуває в його будинку та тримає в заручниках родину Елвіса. Коли Елвіс погрожує вимнкути ефір, Гарі погрожує, що вб’є родину Елвіса, а потім пояснює, що Елвіс відповідальний за те, що його дружина - попередня операторка на шоу, Лорен - вкоротила собі віку через жорстокі жарти Елвіса над нею. Гарі змушує Елвіса зізнатися в ефірі, що він спав з Мері. Потім він наказує Елвісу піднятися на дах і стрибнути. Ділан намагається переконати Гарі, що Елвіс справді стрибнув, але Гарі слідкує за ними з дрона. 
Гарі продовжує свою "гру", та отримавши доступ до динаміків в студії, розповідає Елвісу що його сім'я все ще жива, і насправді він тримає їх десь в будівлі, де розташована студія. Гарі попереджає, що якщо Елвіс не знайде його за наступні 40 хвилин, то він підірве будівлю. Елвіс та Ділан шукають Гарі та родину Елвіса. Рухаючись по приміщеннях студії, вони одного за іншим знаходять трупи працівників студії вбитих Гарі.

Врешті, Елвісу вдається затримати Гері, але той каже, що родина Елвіса знаходиться на даху в замінованих бронежилетах. Якщо Елвіс вб'є Гарі, то це активує детонатор, й родина Елвіса загине. Гарі телефоном домовляється зі спецназівцем Брюсом - членом команди LAPD, які висадились на даху будівлі - що він відпустить родину Елвіса, а взамін замінований бонежилет одягне Ділан. Змушений підкоритися, Брюс деактивує бронежилети згідно з вказівками Гарі та приносить їх у студію, знову активуючи їх на Ділані. Після цього Гарі вбиває Брюса, та активує детонатор... але нічого не відбувається! 
З'ясовується, що вся ця історія була гігантським жартом, яку команда радіостанції влаштувала в прямому ефірі, щоб розіграти Ділана та підвищити рейтинги. Шокований Ділан випадково падає зі сходів, та, розбиваючи голову, помирає.
Наступного ранку засмучений Елвіс виходить зі студії та присягається, що більше не буде працювати на радіо. Але потім з’ясовується, що Ділан, чиє справжнє ім’я Макс, є каскадером. Він інсценував власну смерть, що є частиною іншого жарту, який влаштувала команда радіостанції для Елвіса, щоб відсвяткувати його день народження.
Елвіс радий бачити Ділана/Макса живими, та обіцяє колегам, що його жарт-помста буде страшною.

## У ролях
- Мел Гібсон — Елвіс
- Кевін Діллон — Джастін
- Енріке Арсе — Тоні
- Вільям Мозлі —  Ділан
- Надя Фарес — Сем Дюбуа
- Алія Серор О'Ніл — Мері
- Пол Спера — Гарі
- Ненсі Тейт — Олівія

## Виробництво
Зйомки почалися в Парижі 9 червня 2021 року 

## Прем'єра
У травні 2022 року було оголошено, що Saban Films придбала права на прокат в США. Фільм вийшов в прокат у листопаді 2022 року  .

## Відгуки
Фільм має рейтинг 24% на Rotten Tomatoes на основі 21 рецензії. 